# Guams herrlandslag i fotboll
Guams herrlandslag i fotboll representerar Guam i fotboll, och spelade sin första landskamp den 24 augusti 1975 hemma i Guam, och föll med 0–11 under Södra Stillahavsspelen. Det lyder under landets fotbollsförbund, Guam Football Association. Landslaget grundades 1975 och blev en del av Fifa 1996. Det är ett av de svagaste landslagen i världen. Guams fotbollslandslag hara bara en vinst i av Fifa sanktionerade matcher. Den kom 11 mars 2009 i matchen mot Mongoliet som Guam vann med 1–0. Matchen spelades i Guam och var en del av Östasiatiska mästerskapet. Målet gjordes av Christopher "Chris" Menidola.
Lagets största framgång var när det 1998 kom tvåa fotbollsturneringen vid Mikronesiska spelen. Det är spel liknande de Olympiska spelen med olika grenar och hålls vart fjärde år. Spelen hålls med länder ligger i Mikronesien och runtomkring.

## Världsmästerskap
- 1930 till 1998 - Deltog inte
- 2002 - Lyckades inte kvala in
- 2006 till 2010 - Drog sig ur

## Asiatiska mästerskapet
- 1956 till 1992 - Deltog inte
- 1996 till 2004 - Lyckades inte kvala in
- 2007 - Deltog inte
- 2011 - Lyckades inte kvala in

## Östasiatiska mästerskapet
- 2003 - Lyckades inte kvala in (Slutade femma i kvalet)
- 2005 - Lyckades inte kvala in (Slutade femma i kvalet)
- 2008 - Lyckades inte kvala in (Slutade sexa i kvalet)
- 2010 - Lyckades inte kvala in (Slutade på fjärde plats i kvalets andra runda)

## AFC Challenge Cup
- 2006 - Första rundan
- 2008 - Lyckades inte kvala in, slutade fyra i kvalgruppen
- 2010 - Deltog inte

## Stillahavsspelen
- 1963 - Deltog inte
- 1966 - Deltog inte
- 1969 - Deltog inte
- 1971 - Deltog inte
- 1975 - Första rundan
- 1979 - Första rundan
- 1983 - Deltog inte
- 1987 - Deltog inte
- 1991 - Första rundan
- 1995 - Första rundan
- 2003 - Deltog inte
- 2007 - Deltog inte

## Mikronesiska spelen
- 1998 - Finaliast
- 2002 - Deltog inte

## Nuvarande trupp
Detta är truppen som togs ut inför kvalet till Östasiatiska mästerskapen 2010.
| Namn                         | Födelsedatum/ålder | Klubb                         |           |           |           |
| Målvakter                    | Målvakter          | Målvakter                     | Målvakter | Målvakter | Målvakter |
| ---------------------------- | ------------------ | ----------------------------- | --------- | --------- | --------- |
| Joseph Laanan                | 14 februari 1988   | Guam Shipyard                 |           |           |           |
| Kalen Lizama                 | 31 augusti 1990    | Mangilao Hyundai              |           |           |           |
| Försvarare                   |                    |                               |           |           |           |
| Fredrick Benton              | 16 juli 1986       | Orange Crushers               |           |           |           |
| James Gawel                  | 29 juli 1987       | Purple Leopards               |           |           |           |
| Edward Christian Calvo       | 30 april 1990      | Mangilao Hyundai              |           |           |           |
| Anthony Borja Junior         | 1 februari 1984    | Mangilao Hyundai              |           |           |           |
| Carlo Tambora                | 6 januari 1990     | No Ka Oi                      |           |           |           |
| Mittfältare                  |                    |                               |           |           |           |
| Baltazar Atalig              | 12 augusti 1990    | Guam Shipyard                 |           |           |           |
| Mark Chargualaf              | 3 januari 1991     | Strykers                      |           |           |           |
| Dominic Gadia                | 18 januari 1986    | Quality Distributors          |           |           |           |
| Scott Leon Guerrero          | 22 augusti 1990    | Loyola Marymount University   |           |           |           |
| Paul Long                    | 22 april 1985      | Quality Distributors          |           |           |           |
| Ric Francis Mantanona        | 25 maj 1986        | Quality Distributors          |           |           |           |
| Ian Mariano                  | 7 oktober 1990     | Monterray                     |           |           |           |
| Zachary Pangelinan           | 16 juni 1988       | Guam Shipyard                 |           |           |           |
| Anfallare                    |                    |                               |           |           |           |
| Matthew Cruz                 | 14 september 1983  | Quality Distributors          |           |           |           |
| Alan Jamison                 | 10 januari 1985    | Quality Distributors          |           |           |           |
| Christopher "Chris" Menidola | 27 juli 1981       | University of Central Florida |           |           |           |
| Elias Merfalen               | 21 januari 1985    | Guam Shipyard                 |           |           |           |
| Jin Oh                       | 14 september 1983  | Boston University             |           |           |           |
| Eric Sotto                   | 14 september 1983  | Mangilao Hyundai              |           |           |           |